# فلوئورید گالیم (III)
فلوئورید گالیم(III) (به انگلیسی: Gallium(III) fluoride) با فرمول شیمیایی GaF۳ یک ترکیب شیمیایی است. که جرم مولی آن ۱۲۶٫۷۱۸ g/mol می‌باشد. شکل ظاهری این ترکیب، پودر سفید است.